# Тарханський сільський округ
Тарха́нський сільський округ (каз. Тарханка ауылдық округі, рос. Тарханский сельский округ) — адміністративна одиниця у складі Глибоківського району Східноказахстанської області Казахстану. Адміністративний центр — село Тарханка.
Населення — 3713 осіб (2021; 3748 у 2009, 4129 у 1999, 4241 у 1989).
Станом на 1989 рік існувала Фрунзенська сільська рада (села Веселе, Винне, Горна Ульбінка, Григор'євка, Нова Ульбінка, Тарханка, Топіха, Ульба Перевалочна). Село Григор'євка було ліквідовано 1998 року. До 2018 року округ називався Фрунзенським.

## Склад
До складу округу входять такі населені пункти:
| Населений пункт                     | Старі назви   | Населення, осіб (1989) | Населення, осіб (1999) | Населення, осіб (2009) | Населення, осіб (2021) |
| ----------------------------------- | ------------- | ---------------------- | ---------------------- | ---------------------- | ---------------------- |
| Веселе, село                        | -             | 82                     | 105                    | 56                     | 43                     |
| Винне, село                         | -             | 1403                   | 1503                   | 1426                   | 1422                   |
| Горна Ульбінка, село                | -             | 262                    | 158                    | 121                    | 106                    |
| Григор'євка, село                   | -             | 3                      | -                      | -                      | -                      |
| Нова Ульба, село                    | Нова Ульбінка | 389                    | 315                    | 334                    | 358                    |
| Тарханка, село                      | -             | 2003                   | 1918                   | 1691                   | 1680                   |
| Топіха, село                        | -             | 40                     | 69                     | 52                     | 61                     |
| Ульба перевалочна, станційне селище | -             | 59                     | 61                     | 68                     | 43                     |